# Cocodrilos Sports Park
El Cocodrilos Sports Park es un estadio de fútbol ubicado en Caracas, Venezuela, y fue inaugurado el 20 de julio del 2005 por Guillermo Valentiner, dueño de la Organización Deportiva Cocodrilos.
El Cocodrilos Sports Park es junto al Giuseppe Antonelli el único estadio construido y perteneciente a un equipo privado de fútbol venezolano, lugar donde el Caracas Fútbol Club jugó una temporada completa titulándose campeón, debido a que el Estadio Brígido Iriarte se encontraba en trabajos de recuperación del engramado en el año 2006.
Toda la grama del Cocodrilos Sports Park es artificial y tiene capacidad para unas 3500 personas, nuevos proyectos incluyen la cancha de fútbol 7 y nuevos gimnasios para los futbolistas
El estadio funge como sede principal de las categorías menores del club, incluyendo el filial. Asimismo es el lugar de entrenamiento del equipo mayor. Durante el Torneo Clausura 2016 y parte de la temporada 2018 fue utilizado como su estadio por remodelación del Olímpico de la UCV.